# Vuelta a Andalucía 2007
La 53ª edición de la Vuelta a Andalucía (oficialmente: Vuelta a Andalucía-Ruta Ciclista Del Sol) se disputó entre el 18 y el 22 de febrero de 2008 con un recorrido de 823,02 km dividido en 5 etapas, con inicio en Villa de Otura y final en Antequera. 
Participaron 105 corredores repartidos en 15 equipos de siete miembros cada uno de los que sólo lograron finalizar la prueba 88 ciclistas.
El vencedor, Óscar Freire, cubrió la prueba a una velocidad media de 40,455 km/h, imponiéndose igualmente en la clasificación de la regularidad. José Alberto Benítez logró la clasificación de la montaña y la de mejor corredor  andaluz al finalizar la prueba en el puesto 14º. Darío Cioni se impondría en la clasificación de la regularidad y Marcus Burghardt en la de metas volantes.

## Etapas
| Etapa | Fecha         | Recorrido               | km     | Ganador de la etapa |
| 1ª    | 18 de febrero | Villa de Otura-La Zubia | 146,5  | Dario Cioni         |
| 2ª    | 19 de febrero | Vegas del Genil-Cazorla | 156,60 | Óscar Freire        |
| 3ª    | 20 de febrero | La Guardia de Jaén-Jaén | 165,7  | Max van Heeswijk    |
| 4ª    | 21 de febrero | Cabra-Córdoba           | 183,5  | Tom Boonen          |
| 5ª    | 22 de febrero | Écija-Antequera         | 170,90 | Óscar Freire        |